# Uitzonderingsrapportage
Een uitzonderingsrapportage is een rapport dat alleen melding maakt van wat afwijkt van een norm. Voordeel is dat zo'n rapportage beknopt kan blijven en zich beperkt tot wat niet goed is, c.q. dat waar actie op moet worden genomen. Voorwaarde voor het gebruik van een uitzonderingsrapportage is dat het voor de lezer duidelijk is wat de door de opsteller gehanteerde norm is.
Aan de toepassing van uitzonderingsrapportage liggen beginselen als verantwoord vertrouwen, dat wil zeggen alles op orde, tenzij..., single audit en single information en vermindering van bureaucratie ten grondslag.